# Limnodynastes dorsalis
Limnodynastes dorsalis es una especie de anfibio anuro de la familia Limnodynastidae.

## Distribución geográfica
Esta especie es endémica de Australia Occidental. Habita hasta 600 m de altitud.

## Publicación original
- Gray, 1841 : Descriptions of some new species and four new genera of reptiles from Western Australia, discovered by John Gould, Esq. Annals and Magazine of Natural History, sér. 1, vol. 7, p. 86–91[6]